# Drevfjällen
Drevfjällen este o arie protejată (arie specială de conservare — SAC, sit de importanță comunitară — SCI, arie de protecție specială avifaunistică — SPA) din Suedia întinsă pe o suprafață de 33.158,3 ha, integral pe uscat.

## Localizare
Centrul sitului Drevfjällen este situat la coordonatele 61°42′24″N 12°20′20″E / 61.7066°N 12.339°E.

## Înființare
Situl Drevfjällen a fost declarat sit de importanță comunitară în decembrie 1995 pentru a proteja 12 specii de animale. Alte tipuri de protecție:
- arie de protecție specială avifaunistică (în decembrie 1996)[2]
- arie specială de conservare (în decembrie 2009)[1][3][4]

## Biodiversitate
Situată în ecoregiunile alpină și boreală, aria protejată conține 21 de habitate naturale: Formațiuni ierboase bogate în specii de Nardus, dezvoltate pe substraturi silicioase în zone montane (și în zone submontane, în Europa continentală), Cursuri de apă de la nivel de câmpie la nivel montan, cu vegetație Ranunculion fluitantis și Callitricho-Batrachion, Izvoare fino-scandinave și mlaștini produse de izvoare bogate în minerale, Grohotișuri silicioase de la nivelul montan până la nivelul zăpezii (Androsacetalia alpinae și Galeopsietalia ladani), Mlaștini turboase de tranziție și turbării mișcătoare, Turbării Aapa, Mlaștini împădurite, Fânețe montane, Liziere de ierburi înalte hidrofile de câmpie și de nivel montan până la alpin, Tufărișuri subarctice cu Salix spp., Pante stâncoase silicioase cu vegetație casmofită, Mlaștini alcaline, Păduri de conifere pe eskere fluvioglaciare sau legate la acestea, Pajiști uscate europene, Păduri nordice subalpine/subarctice cu Betula pubescens ssp. czerepanovii, Păduri caducifoliate de mlaștină fino-scandinave, Pajiști alpine și boreale, Taiga vestică, Pante stâncoase calcaroase cu vegetație casmofită, Roci stâncoase cu vegetație pionieră de Sedo-Scleranthion sau Sedo albi-Veronicion dillenii, Lacuri și iazuri distrofice naturale.
La baza desemnării sitului se află mai multe specii protejate:
- păsări (10): minunița (Aegolius funereus), ciocănitoare neagră (Dryocopus martius), cocor (Grus grus), bătăuș (Philomachus pugnax), ciocănitoare de munte (Picoides tridactylus), ploier auriu (Pluvialis apricaria), Sterna paradisaea, Surnia ulula,  cocoș de munte (Tetrao urogallus), fluierar de mlaștină (Tringa glareola)
- mamifere (1): râs eurasiatic (Lynx lynx)
- nevertebrate (1): Vertigo geyeri